# Rita Beatriz Liempe
Rita Beatriz Liempe (Provincia de Río Negro, 1 de noviembre de 1967) es una política y defensora de los derechos de los Pueblos originarios de Argentina. En 2011 se convirtió en diputada de la provincia de Buenos Aires.

## Biografía
Es descendiente de mapuches y militante por el reconocimiento de los derechos de los pueblos originarios. Tiene 2 hijos, estudió en la
Universidad de Quilmes, y se graduó como Enfermera.
En 1983 se instaló en Lincoln (Buenos Aires) donde aún reside. Fue empleada doméstica, mucama en el hospital y estudió enfermería universitaria de adulto.
Es Delegada gremial de ATE Asociación de Trabajadores del Estado y Secretaria General de la Central de Trabajadores de la Argentina CTA regional Lincoln - Pinto - Vedia.
En 2011 asume una banca como Diputada Provincial por el Frente Amplio Progresista. Ocupó el segundo lugar en la lista del partido en la Cuarta Sección Electoral.
En el año 2013 asume como Secretaria de Relaciones con los Pueblos Originarios de CTA Nación, conducida por el diligente Pablo Micheli.

## Propuestas como diputada
Actualmente la diputada Liempe ha presentado más de 300 propuestas legislativas, entre los Proyectos de ley, Solicitud de información, Declaración y Resolución.
Liempe a través de sus proyectos ha abordado diversas problemáticas, intentando dar respuesta a los reclamos por parte de la ciudadanía provincial.
Rita es descendiente de Mapuches y defensora de los derechos de los Pueblos originarios de Argentina, tema frecuente en sus proyectos legislativos, actualmente se está tratando en Comisión Legislativa un proyecto de su autoría tendiente a resguardar los derechos lingüísticos de las comunidades originarias.
La Diputada es reconocida por su compromiso con el Medioambiente lo cual se proyecta en las diferentes propuestas legislativas que abordan desde el rotulado de los productos elaborados con Organismos genéticamente modificados hasta la prohibición de la utilización de las banquinas para fines agrícolas.